# Zugabezeit
Die Zugabezeit ist Bestandteil eines Signalzeitenplanes einer Lichtzeichenanlage und kann zur Sicherung des Linksabbiegeverkehrs verwendet werden. Sie bezeichnet die Zeitdauer zwischen dem Ende der Gelbzeit des Hauptverkehrs und dem Einschalten des grünen Pfeils. Um die Sicherheit von Linksabbiegervorgängen zu erhöhen, wird dem Signalzeitenplan die Zugabezeit an stark befahrenen Knotenpunkten hinzugerechnet. Während dieser Zugabezeit können die Linksabbieger ohne Gegenverkehr abbiegen, das bedeutet, der Gegenverkehr hat ein rotes Signal. Während der Zugabezeit werden andere unverträgliche Verkehrsströme (Fußgänger) nicht freigegeben.  